# Peter Bardens
Peter Bardens (* 19. Juni 1945 oder 1944 in London, England; † 22. Januar 2002 in Malibu, Kalifornien) war ein britischer Rockmusiker. Der Keyboarder und Sänger wurde mit der Band Camel bekannt.

## Leben
Bardens begann seine musikalische Karriere bei der Band „Cheynes“. Für kurze Zeit spielte er bei Them. 1966 leitete er die „Peter B’s Looners“, mit Mick Fleetwood am Schlagzeug und Peter Green an der Gitarre. Sie nahmen die Single If You Wanna Be Happy auf, wurden danach aber in Shotgun Express mit Rod Stewart integriert.
Anschließend spielte Bardens bei The Love Affair und gründete die Band Village. 1970 brachte er sein erstes Soloalbum The Answer heraus, bei dem er von Peter Green und Andy Gee unterstützt wurde. Das zweite Album Peter Bardens, mit Victor Brox von Aynsley Dunbar Retaliation, gilt als ausgeglichener.
1971 stieß Bardens zur Gruppe „The Brew“, die in Camel umbenannt wurde. Die Band brachte einige Klassiker-Alben des Progressive Rock heraus. 1978 verließ Bardens die Band im Streit mit Andy Latimer.

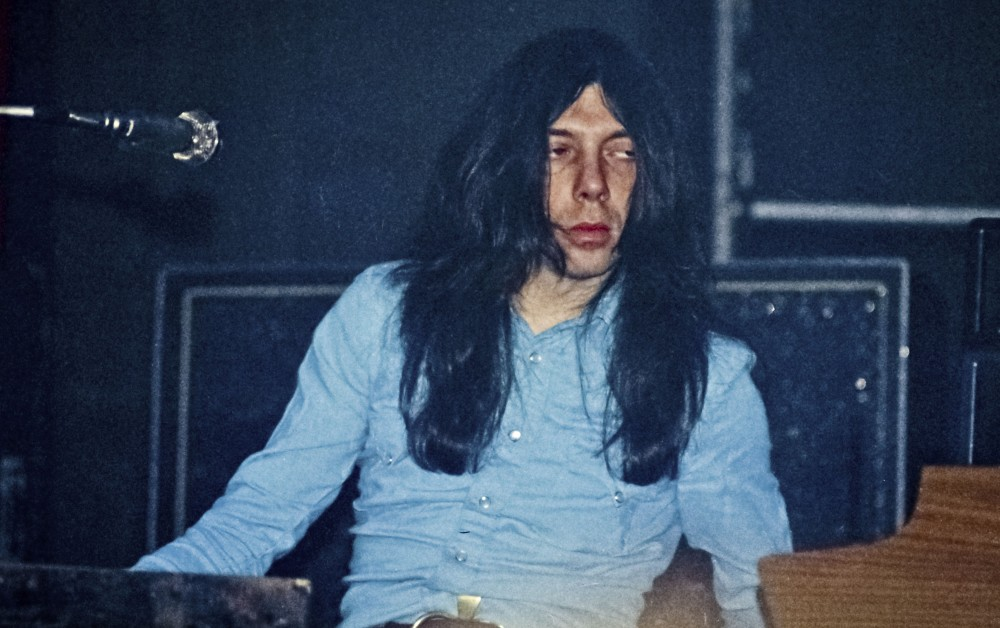
Peter Bardens bei einem Auftritt mit Camel, Zürich 1975

In der zweiten Hälfte der 1970er Jahre nahm er wieder Soloalben auf. In den 1980er Jahren veröffentlichte er alle Produktionen unter dem Namen Pete Bardens. Er produzierte 1984 den Titel On the Air Tonight von Willy Finlayson, der unter anderem auf dem Soundtrack zum Film Nightmare II – Die Rache zu hören ist. Im Jahr 1987 gelang Bardens mit der Single In Dreams ein Charterfolg. Das Lied erreichte Platz 32 der deutschen Singlecharts. 1994 gründete er mit drei weiteren Musikern eine Rockband namens „Mirage“, die bis 1997 zwei Livealben veröffentlichte.
Zuletzt näherten sich Bardens und Latimer allmählich wieder aneinander an und hatten sogar eine Reunion geplant. Nach Peter Bardens’ Tod widmete Latimer seinem frühen Weggefährten das bisher letzte Camel-Studioalbum A Nod and a Wink.
Peter Bardens starb im Januar 2002 an Lungenkrebs. Sein Grab befindet sich auf dem Hollywood Forever Cemetery in Hollywood, Kalifornien.

## Diskografie

### Alben
- 1970: The Answer
- 1972: Peter Bardens
- 1971: Write My Name in Dust
- 1976: Vintage 69
- 1979: Heart to Heart
- 1987: Seen One Earth
- 1988: Speed of Light
- 1991: Watercolors
- 1993: Further Than You Know
- 1993: White Magic (mit The Speed of Light Band)
- 1994: Big Sky
- 1996: Live: Germany, 1996
- 2000: Speed of Light: Live (digital remasterte Version von Live: Germany, 1996)
- 2002: The Art of Levitation
- 2005: Write My Name in the Dust: The Anthology 1963–2002 (2 CDs; Kompilation)

### Singles
- 1971: Homage to the God of Light
- 1987: In Dreams
- 1988: Gold
- 1988: Whisper in the Wind
- 1991: A Higher Ground